# Hemigrammus tocantinsi
Hemigrammus tocantinsi ist eine kleine Fischart aus der Salmlerfamilie der Acestrorhamphidae, die im Einzugsbereich des Oberlaufs des Tocantins und des Rio Paranãs im brasilianischen Bundesstaat Goiás vorkommt.

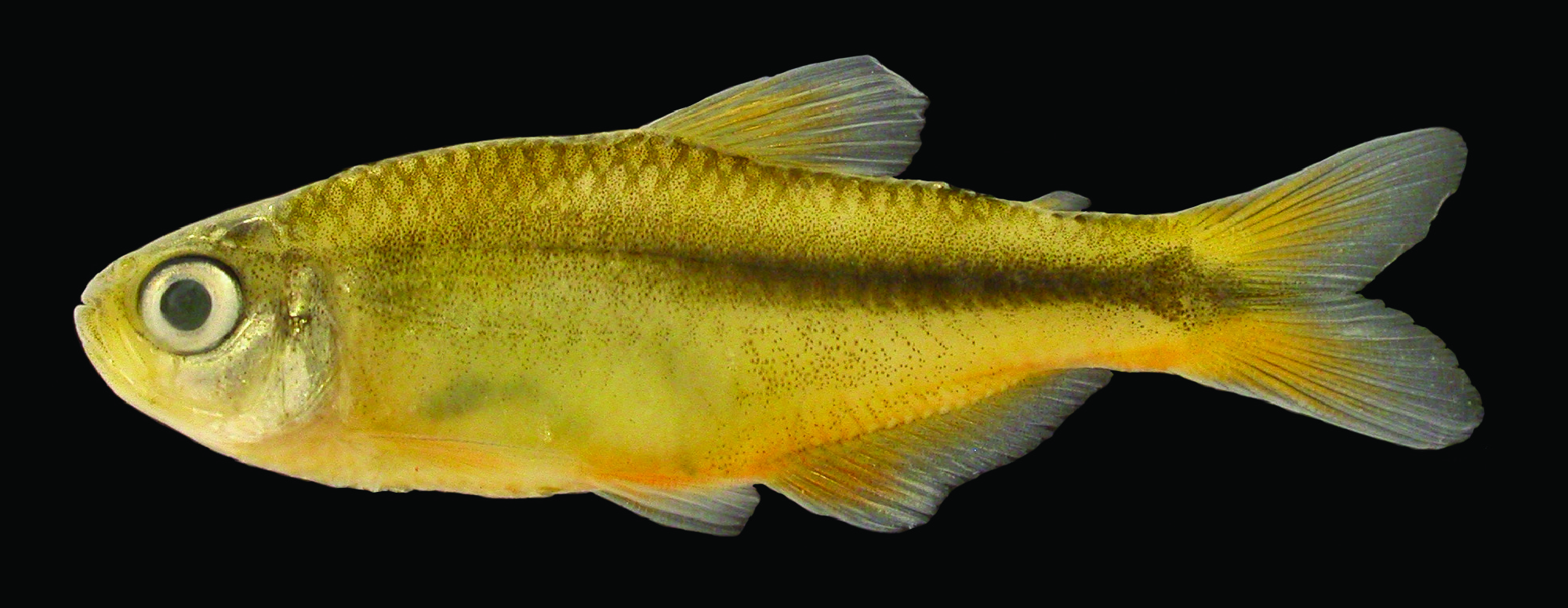
Weibchen (Holotyp), wenige Tage nach der Präparierung

## Merkmale
Hemigrammus tocantinsi erreicht eine maximale Standardlänge von 3,7 Zentimetern und ist damit ein relativ großer Vertreter der Gattung Hemigrammus. Er hat einen seitlich abgeflachten, langgestreckten Körper. Die Augen sind relativ groß. Das Maul ist endständig. Die Prämaxillare ist mit zwei Zahnreihen ausgestattet. In der vorderen Reihe befinden sich 2 bis 4 dreispitzige, in seltenen Fällen auch fünfspitzige Zähne, in der hinteren 4 oder 5 fünfspitzige Zähne. Die Maxillare trägt einen, in wenigen Fällen auch zwei fünfspitzige Zähne. Im Unterkiefer sitzen vorne 4 oder 5 große fünfspitzige Zähne, dahinter liegt eine Reihe von 4 oder 5 kleinen konischen Zähnen. Die Schwanzflosse ist gegabelt. Die Männchen von Hemigrammus tocantinsi sind überwiegend rötlich gefärbt, die Weibchen gelblich. Diese Färbung erstreckt sich auch auf die vorderen zwei Drittel der Rücken-, Brust-, Bauch-, After- und Schwanzflossenstrahlen, sowie auf den vorderen Abschnitt der Fettflosse.
- Flossenformel: Dorsale ii/8-9, Anale iii/15-17, Pectorale i/9-11, Ventrale i/6-7, Caudale i,9–8,i.
- Schuppenformel: mLR 29-34.

## Lebensraum
Hemigrammus tocantinsi lebt in langsam und schnell fließenden kleinen Flüssen und Bächen. Die Wassertiefe liegt bei maximal einem Meter und die Ufer der Gewässer sind mit Sträuchern und Bäumen gesäumt. Beifische sind die Salmler Astyanax sp. und Characidium stigmosum, der Panzerwels Aspidora salbater, der Harnischwels Corumbataia veadeiros und eine unbestimmte Schmerlenwelsart (Trichomycterus sp.). Bei fünf Exemplaren wurde der Mageninhalt untersucht. Er bestand vor allem aus Resten von Zweiflüglern und ihren Puppen, anderen Insekten und in geringerem Maße von verdauten pflanzlichen Materialien.